# Hacker (film fra 2019)
Hacker  er en dansk familiefilm fra 2019. Filmen er instrueret af Poul Berg og havde premiere den 28. marts 2019.

## Medvirkende
- Rumle Kærså som Benjamin
- Josephine Højbjerg som Savannah
- Signe Egholm Olsen som Anna[2]
- Esben Dalgaard Andersen som Peter